# Karol Jonca
Karol Jonca (ur. 13 września 1930 w Sławięcicach, zm. 13 stycznia 2008 we Wrocławiu) – profesor prawa, badacz filozofii prawa, historii państwa i prawa, historii faszyzmu i wojskowości.

## Życiorys

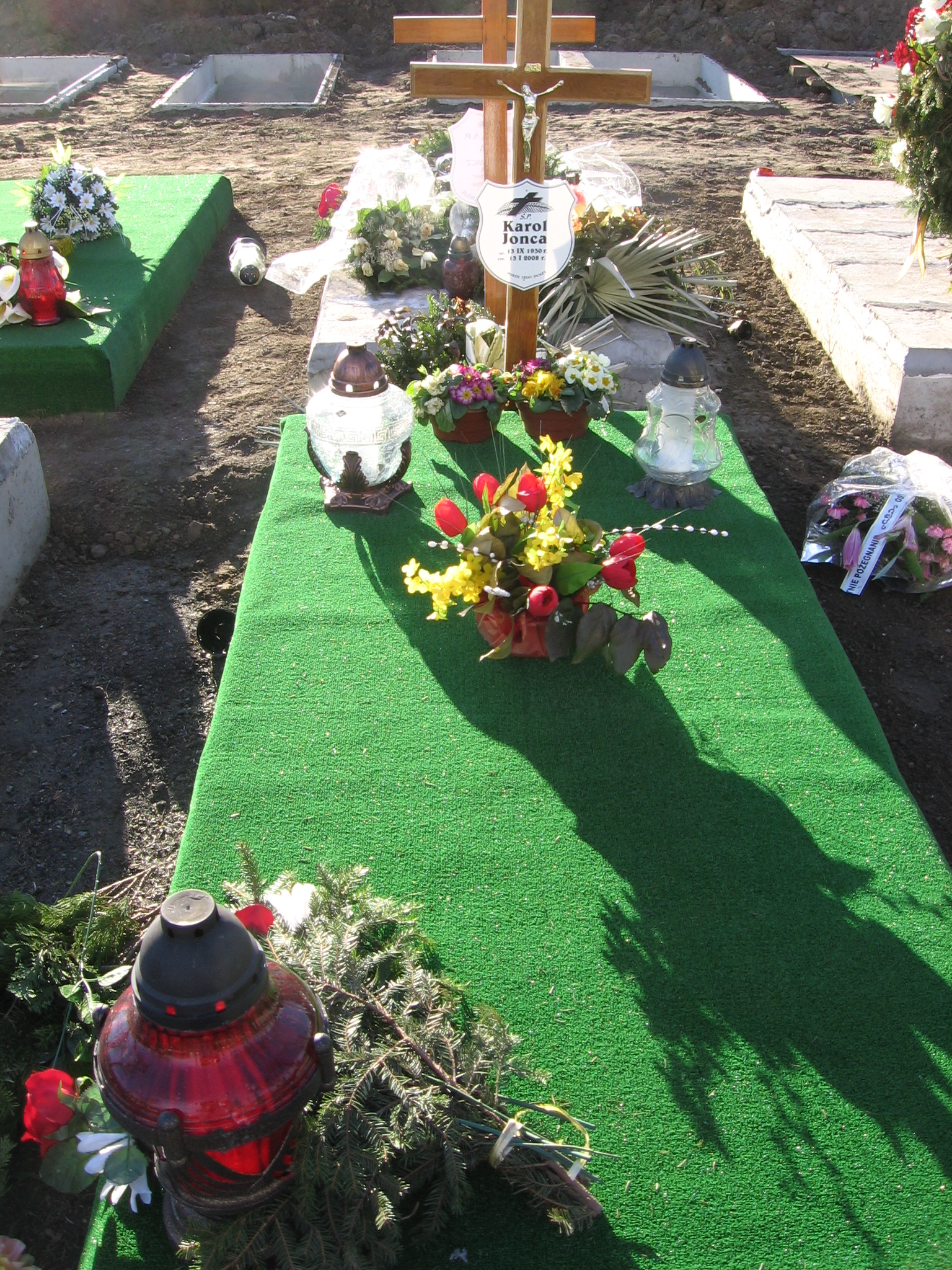
Grób Karola Joncy

Syn Pawła. Od 1939 r. mieszkał w Koźlu-Porcie, tu w czasie wojny uczył się w szkole, tu także w pierwszej połowie 1945 po wkroczeniu Armii Czerwonej pracował przymusowo w fabryce papieru, a latem 1945 podjął dalszą naukę w liceum. Maturę zdał w 1950, następnie podjął studia na Wydziale Prawa Uniwersytetu Wrocławskiego, które pomyślnie zakończył egzaminem magisterskim w 1954 r. Doktorat uzyskał w 1958 (uczeń Seweryna Wysłoucha w 1964  r. habilitował się i uzyskał stopień docenta. Został nauczycielem akademickim na Uniwersytecie Wrocławskim. Profesorem nadzwyczajnym został w 1971, a zwyczajnym – w 1981. W latach 1966–1972 był prodziekanem, a następnie (do 1974) dziekanem Wydziału Prawa i Administracji UWr. Pod koniec życia był pracownikiem naukowym w Katedrze Doktryn Politycznych i Prawnych.
Autor i redaktor ponad dwustu publikacji, wśród których jednymi z najważniejszych są: wydana przez Ossolineum po raz pierwszy w 1963 napisana wspólnie z Alfredem Koniecznym książka Upadek „Festung Breslau” oraz opracowany również z A. Koniecznym pamiętnik księdza Paula Peikerta, wydany w 1966 pt. „Festung Breslau” in den Berichten eines Pfarrers. 22. Januar bis 6. Mai 1945. Redagował także cykl „Studia nad Faszyzmem i Zbrodniami Hitlerowskimi”.
Od 1989 był członkiem założycielem Fundacji „Krzyżowa” dla Porozumienia Europejskiego oraz Towarzystwa im. Edyty Stein, w latach 1991–1993 współzałożycielem Uniwersytetu Europejskiego „Viadrina” we Frankfurcie nad Odrą, w którym był także wykładowcą. Był także członkiem korespondentem Wydziału II Polskiej Akademii Umiejętności.
Karol Jonca został pochowany 19 stycznia 2008 na wrocławskim cmentarzu przy ul. Bardzkiej (pole I, rząd 21, grób 379).
Córką Karola Joncy jest Magdalena Jonca, prof. nauk humanistycznych, historyk literatury polskiej, profesor Uniwersytetu Wrocławskiego.

## Publikacje
- Książka Rozwój gospodarczy Polski do 1939 roku wydana przez Wydawnictwo Uniwersytetu Wrocławskiego w 2001 (ISBN 83-229-2165-9).
- Opracowanie o Helmucie J. von Moltke – Myśleć z Moltkem wydane przez Fundację „Krzyżowa” dla Porozumienia Europejskiego w 2003 (ISBN 83-916982-6-2).
- Noc kryształowa" i casus Herschela Grynszpana, Wydaw. Uniwersytet Wrocławskiego, Wrocław 1998,   ISBN 8322917546
- Dekrety prezydenta Edvarda Beneša : Niemcy w czechosłowackiej doktrynie politycznej i prawnej z lat 1920-1945, Wydawnictwo Uniwersytetu Wrocławskiego, Wrocław 2005,   ISBN 8322926871

## Odznaczenia i wyróżnienia
- 1961 r. – nagroda miesięcznika Odra, wraz z Alfredem Koniecznym za dzieło Festung Breslau[3]
- Krzyż Oficerski Orderu Odrodzenia Polski (3 maja 1995, za wybitne zasługi w dokumentowaniu zbrodni przeciwko narodowi polskiemu)[4]
- Nagroda im. Wojciecha Korfantego nadana przez Związek Górnośląski (2002)[5]
- Honorowy obywatel województwa opolskiego (2002[6])
- Honorowy obywatel miasta Kędzierzyn-Koźle (2000)

## Upamiętnienie
- 13 maja 2011 w budynku filii Pedagogicznej Biblioteki Wojewódzkiej w Kędzierzynie-Koźlu została odsłonięta tablica poświęcona Karolowi Joncy. Po likwidacji biblioteki i sprzedaży budynku tablica została złożona w I Liceum Ogólnokształcącym w Kędzierzynie-Koźlu – w szkole maturalnej prof. Karola Joncy.
- Uchwałą z dnia 29 marca 2012 Rada Miasta Kędzierzyn-Koźle nadała nazwę „prof. Karola Joncy” ulicy w dzielnicy Kłodnica[7].